# Platye
Platye (macedónul: Плаќе) település Észak-Macedóniában, a Délnyugati körzet Ohridi járásában.

## Népesség
| Lakosok száma | 381  | 404  | 391  | 163  | 54   | 38   | 34   | 4    |      |
|               | 1948 | 1953 | 1961 | 1971 | 1981 | 1991 | 1994 | 2002 | 2021 |

2002-ben 4 lakosa volt, akik mindannyian macedónok.